# 函谷関の戦い (紀元前318年)
函谷関の戦い（かんこくかんのたたかい、中国語: 函谷关之战）は、紀元前318年に発生した戦国時代の戦い。楚・韓・趙・魏・燕の五国合従軍と義渠が秦へ侵攻した。

## 函谷関の戦い
秦の東方拡大戦略は、東方六国を深刻に脅かした。紀元前319年、公孫衍は韓の支持の下、張儀に取って代わり魏の国相となった。魏の恵王は張儀を追放し、張儀は秦へ亡命した。
紀元前318年、公孫衍は魏・趙・韓・燕・楚の合従軍を率いて秦に侵攻した。合従軍の総大将は楚の懐王が努めた。公孫衍は義渠へ遊説し、合従軍に組み入れた。秦は綾絹1000匹と婦女100人を義渠へ送り、秦への脅威感を和らげようとした。しかし、義渠国君は厚いもてなしが策略であることを見抜いた。秦の危機に便乗し、出兵し秦軍を李帛で大敗させた。しかし、合従軍の五国はそれぞれの利害のため足並みが揃わず、実際に出兵したのは魏・趙・韓の三国のみであった。合従軍は函谷関を攻撃したが、秦軍によって撃破された。
紀元前317年、秦は庶長の樗里疾率いる秦軍が函谷関から打って出て、韓趙魏の軍に反撃した。趙・韓軍を修魚で大敗させ、韓将の申差は捕虜とした。合従軍の8万2千人が斬首された。